# Purol

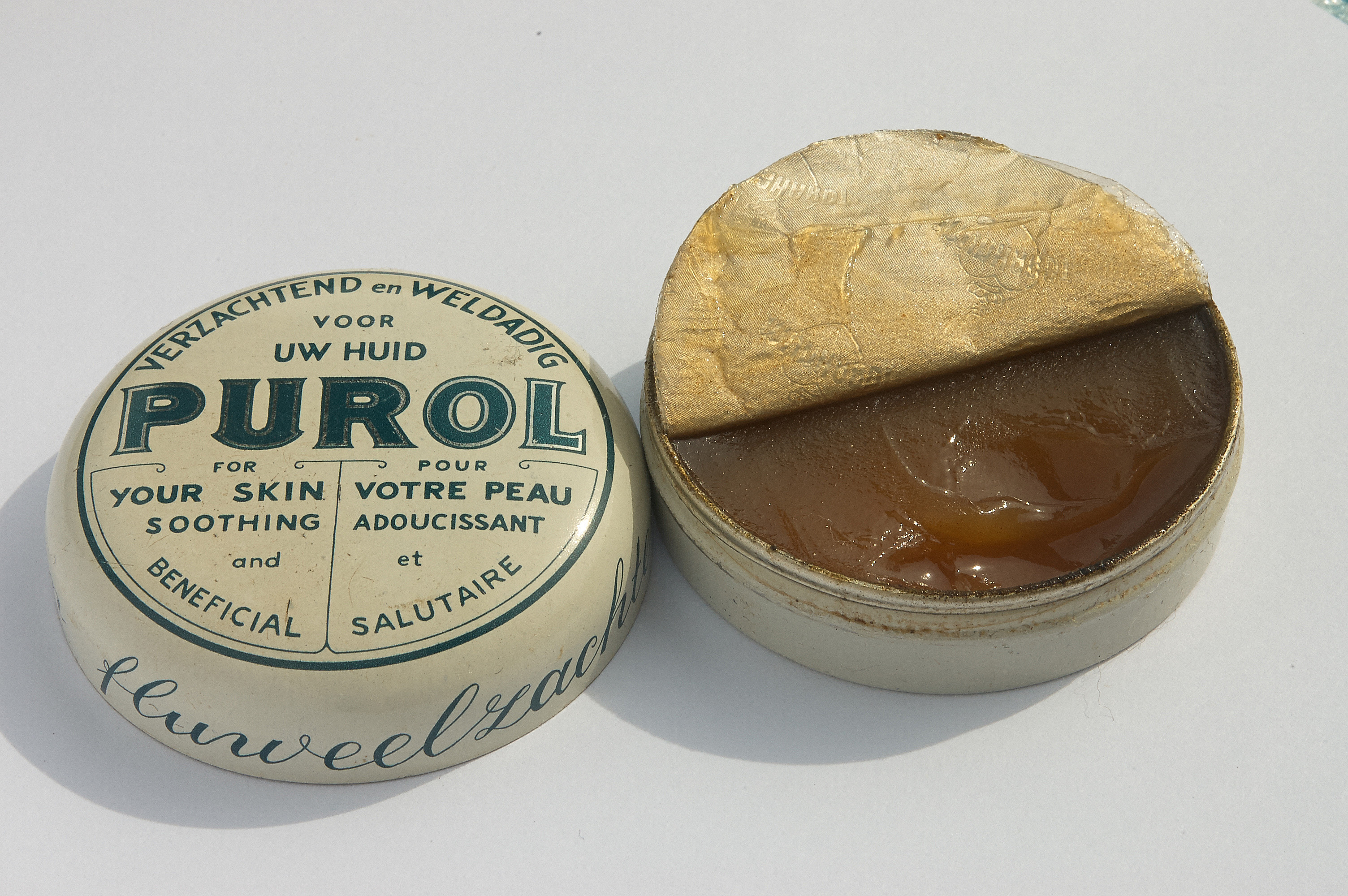
Een klein doosje Purol gekocht omstreeks 1960

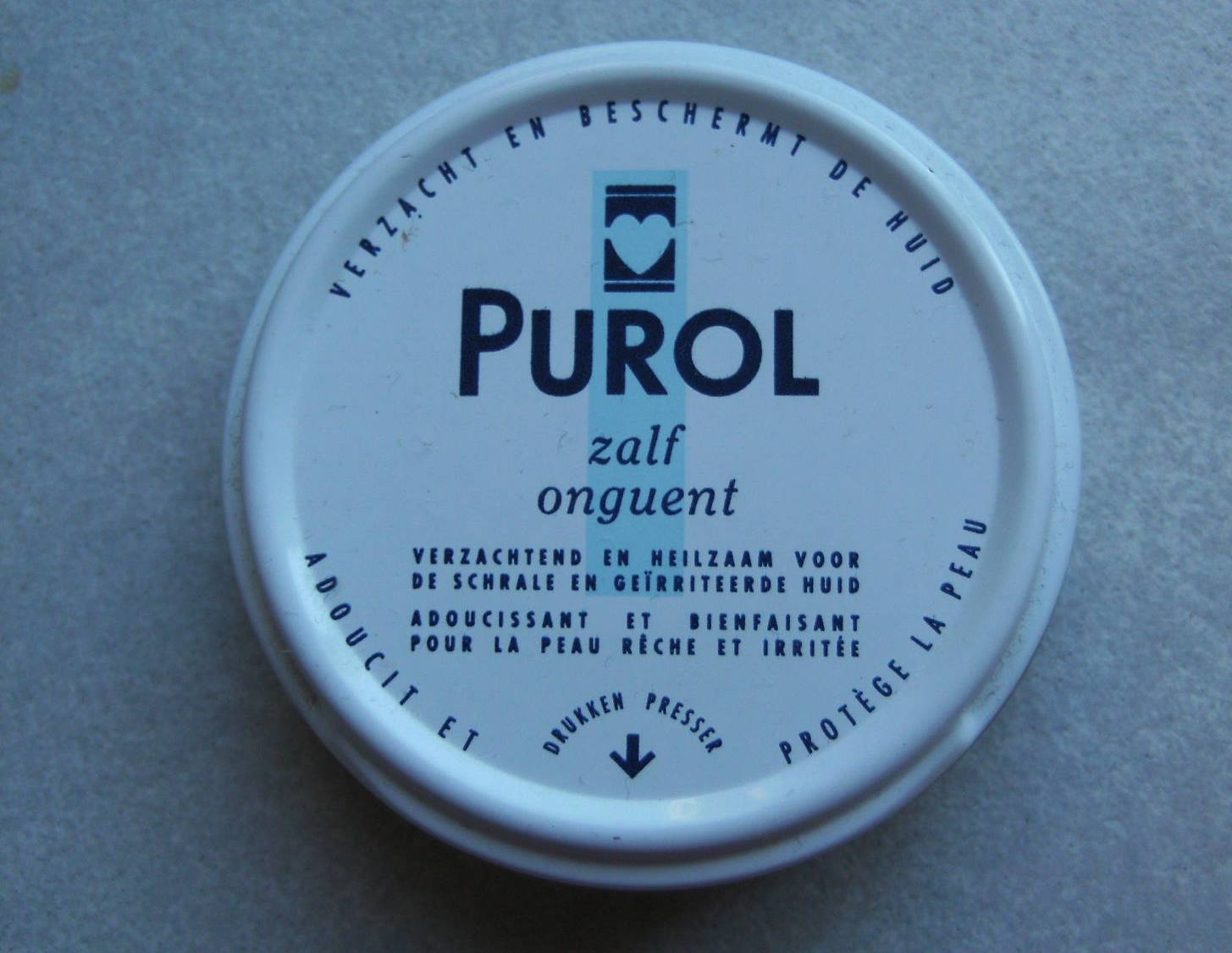
Blikje Purol

Purol is een bruine zalf op basis van vaseline die op de huid wordt gesmeerd ter verzachting en bescherming. Ze wordt beschouwd als een huismiddeltje en is vrij verkrijgbaar. De op de verpakking gedeclareerde ingrediënten zijn: vaseline (petrolatum), geacetyleerd wolvet (acetylated lanolin), paraffine, parfum, benzyl-benzoëzuur (benzylbenzoaat), benzylkaneelzuur (benzyl cinnamaat), vloeibare paraffine (paraffinum liquidum), glycerol en karamel. Vroeger zat er ook perubalsem in, maar dat werd in 2005 verboden voor toepassing in huidsmeersels vanwege de mogelijke allergische reacties. Een aantal bestanddelen van perubalsem zit nog wel in Purol. Allergie voor deze bestanddelen zoals benzylbenzoaat, wolvet en cinnamaten speelt een rol in de cosmetica-allergie.
Purol werd lang gefabriceerd door de farmaceutische fabriek A. Mijnhardt, een familiebedrijf dat vanaf 1916 gevestigd was te Zeist. In 1934 werd een zustervennootschap in Antwerpen opgericht. De aanprijzing was toen nog dat het de huid zou verzachten en genezen. Mijnhardt hield in 1970 op te bestaan. De zalf werd tot 1 augustus 2012 geleverd door multinational Unilever. Daarna werd de firma Labori uit Breda de eigenaar van het merk.
Er werden onder het merk Purol ook andere huidverzorgingsmiddelen aangeboden, zoals crème, lippenbalsem, 'body milk' en poeder.